# 프리즈너스
《프리즈너스》(영어: Prisoners)는 2013년에 개봉한 미국의 스릴러 영화이다. 드니 빌뇌브가 감독을, 에런 구지카우스키가 각본을 맡았으며, 휴 잭맨, 제이크 질런홀, 바이올라 데이비스, 마리아 벨로, 테런스 하워드, 멀리사 리오, 폴 데이노 등이 앙상블 캐스트로 출연하였다. 펜실베이니아주에서 발생한 두 여자 아이의 납치와 그 사건 해결 과정을 다룬다.
2014년 제86회 아카데미상에서 촬영상 후보에 올랐다.

## 출연진
- 휴 잭맨 - 켈러 도버 역
- 제이크 질런홀 - 로키 형사 역
- 바이올라 데이비스 - 낸시 버치 역
- 마리아 벨로 - 그레이스 도버
- 테런스 하워드 - 프랭클린 버치 역
- 멀리사 리오 - 홀리 존스 역
- 폴 데이노 - 앨릭스 존스 역
- 딜런 미넷 - 랠프 도버 역
- 조이 솔 - 일라이자 버치 역
- 에린 제러시머비치 - 애나 도버 역
- 카일라드루 시먼스 - 조이 버치 역
- 웨인 듀발 - 리처드 오맬리 경감 역
- 렌 캐리우 - 패트릭 던 신부 역
- 데이비드 더스트몰천 - 밥 테일러 역
- 제프 포프 - 성범죄자 1 역
- 데니스 크리스토퍼 - 존스 씨 역 (크레디트 미기재)